# Méditation (Matisse)
Pour les articles homonymes, voir Méditation (homonymie).
Méditation – ou Après le bain – est un tableau réalisé par le peintre français Henri Matisse en 1920. Cette huile sur toile représente une femme vêtue d'une robe de chambre méditant assise dans un intérieur à côté d'une table où trône un vase de fleurs. Ce faisant, l'œuvre intègre dans sa composition des motifs typiques du début de la période niçoise de l'artiste, et notamment une nappe rayée de rouge qui est tout aussi proéminente dans Femme et Anémones, une autre peinture du maître exécutée à la même époque. Comme cette dernière, elle est passée par la collection particulière d'Albert Lasker et est conservée depuis 2002 à la pinacothèque Agnelli de Turin, en Italie.